# 齋藤健一郎
もしかして
- 齊藤健一郎

ではありませんか？